# 박상보
박상보(1983년 1월 1일 ~)는 대한민국의 기자다.

## 방송
- 슈퍼스타K 4 (2012)
- PLAY GUIDE (2013) - 박상보 역
- 장윤정의 도장깨기 (2021) - Top7

## 경력
- 한국공보뉴스통신 정치부 국회출입기자 (2019)
- 한국공보뉴스통신 마포구 취재보도국장 (2018~2019)
- 상보 파크 대표, 발행인, 편집인 (2017~2019)
- 이영돈티비 기획프로듀서 (2016)

## 수상
- Mnet 슈퍼스타K 4 크레이지 보이스상 (2012)